# Graviola
A gravioleira (nome científico: Annona muricata) é uma planta originária das Antilhas, onde se encontra em estado silvestre. É nativa das regiões tropicais das Américas e do Caribe e é amplamente propagada. É do mesmo gênero (Annona) que a cherimoya e os araticuns e está na família Annonaceae.
A gravioleira é adaptada a áreas de alta umidade e invernos relativamente quentes; temperaturas abaixo de 5 ºC causará danos às folhas e pequenos galhos e temperaturas abaixo de 3 ºC pode ser fatal.
Com um aroma semelhante ao abacaxi, o sabor de seu fruto, a graviola, foi descrito como uma combinação de morango e maçã, com sensações cítrico azeda, contrastando com uma textura cremosa espessa subjacente que lembra a banana.
A graviola é amplamente promovida  como um tratamento alternativo para o câncer, mas não há evidências médicas confiáveis de que seja eficaz no tratamento do câncer ou de qualquer outra doença.

## Annona muricata
Annona muricata é uma espécie do gênero Annona, da família da anona, Annonaceae, que possui frutos comestíveis. A fruta costuma ser chamada de graviola devido ao seu sabor levemente ácido quando madura. Annona muricata é nativa do Caribe e da América Central, mas agora é amplamente cultivada – e em algumas áreas, tornando-se invasiva – em climas tropicais e subtropicais em todo o mundo, como a Índia.

## Descrição

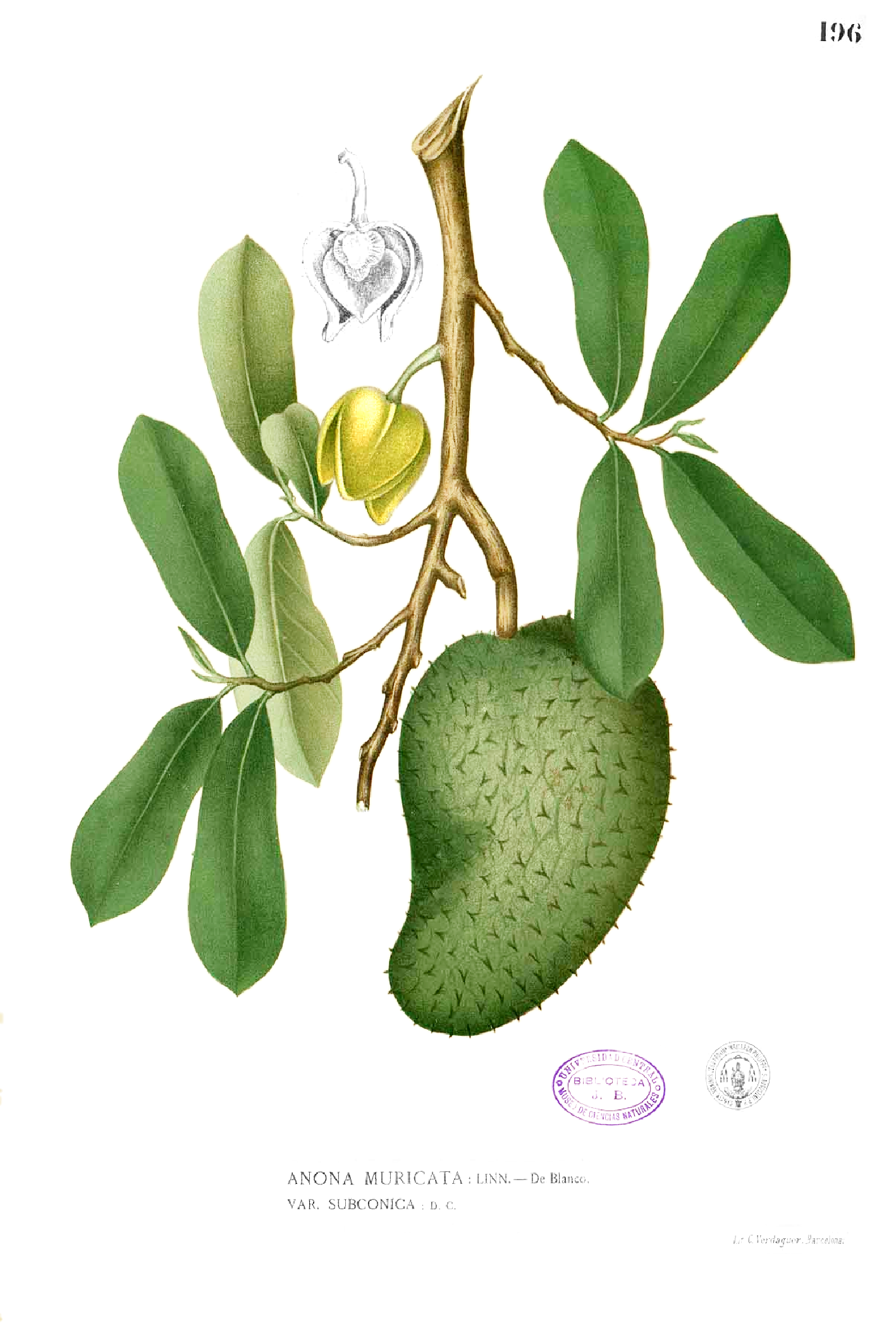
Desenho botânico mostrando flores, folhas e frutas

Annona muricata é uma árvore pequena, ereta e perene que pode crescer até cerca de 9 metros de altura.
Seus ramos jovens são peludos. As folhas são oblongas a ovais, tendo de 8 centímetros a 16 centímetros  de comprimento e 3 centímetros  a 7 centímetros  de largura. São verde escuro brilhantes. Os caules das folhas têm  4 milímetros a 13 milímetros de comprimento e não possuem pelos. 
As hastes das flores (pedúnculos) têm 2 milímetros  a 5 milímetros  de comprimento. São opostos às folhas ou como um extra perto do caule da folha, cada um com uma ou duas flores, ocasionalmente uma terceira. Os caules das flores individuais (pedicelos) são robustos e lenhosos, minuciosamente peludos a sem pelos e 15 milímetros  a 20 milímetros , com pequenas bractelas mais próximas da base que são densamente peludas.
As pétalas são grossas e amareladas. As pétalas externas se encontram nas bordas sem se sobrepor e são amplamente ovais, tendo de 2,8 centímetros   a 3,3 centímetros   por 2,1 centímetros   a 2,5 centímetros  , afinando para um ponto com uma base em forma de coração. São uniformemente grossas e são cobertas com pelos longos, finos e macios externamente e emaranhados finamente com pelos macios por dentro. As pétalas internas são ovais e se sobrepõem. Medem aproximadamente 2,5 centímetros a 2,8 centímetros por 2 centímetros, e são fortemente angulados e afilados na base. As margens são comparativamente finas, com pelos finos e macios em ambos os lados. O receptáculo é cônico e peludo. Os estames possuem 4,5 milímetros  de comprimento. A ponta conjuntiva termina abruptamente e as cavidades das anteras são desiguais. As sépalas são bastante espessas e não se sobrepõem. Os carpelos são lineares e crescem basalmente a partir de uma base. Os ovários são cobertos por densas cerdas castanho-avermelhadas, 1-óvulo, estilete curto e estigma truncado. Seu pólen é derramado como tétrades permanentes.
Os frutos são verde-escuros e espinhosos. São ovoides e podem ter até 30 centímetros de comprimento,  com uma textura moderadamente firme.  Sua carne é suculenta, ácida, esbranquiçada  e aromática. 

## Distribuição
Annona muricata é tolerante a solos pobres e prefere áreas de várzea entre as altitudes de 0 a  1 200 metros. Não suporta geadas. A origem exata é desconhecida; é nativa das regiões tropicais das Américas e é amplamente propagada. É uma espécie introduzida em todos os continentes temperados, especialmente nas regiões subtropicais.

## Cultivo
A planta é cultivada por seus 20  a 30 centímetros  fruto de comprimento, espinhoso, verde, que pode ter uma massa de até 15 libra (massa)s (6,8 kg),  tornando-o provavelmente o segundo maior annona após o Anonidium mannii. Longe de sua área nativa, alguma produção limitada ocorre tão ao norte quanto o sul da Flórida dentro da Zona 10 do USDA; no entanto, são principalmente plantações de jardim para consumo local. Também é cultivada em partes da China e do Sudeste Asiático e é abundante na Ilha de Maurício. Os principais fornecedores da fruta são o México, seguido do Peru, Brasil, Equador, Guatemala e Haiti.  Para ajudar os criadores de graviola e estimular o desenvolvimento de recursos genômicos para esta família de plantas de importância mundial, o genoma completo de Annona muricata foi sequenciado em 2021.

## Usos
A polpa da fruta consiste em uma polpa branca comestível, algumas fibras e um núcleo de sementes pretas indigeríveis. A polpa também é usada para fazer néctar de frutas, smoothies, sucos de frutas, doces, sorvetes e aromatizantes de sorvete. Devido ao amplo cultivo da fruta, seus produtos derivados são consumidos em vários países, como México, Brasil, Venezuela, Colômbia, e Fiji.

## Fitoquímicos
O composto anonacina está contido nas frutas, sementes e folhas da graviola. As folhas de Annona muricata contêm anonamina, que é um alcaloide da classe das aporfinas que contém um grupo quaternário de amônio.  A planta também contém liquexantona, um composto da classe das xantonas.

### Neurotoxicidade potencial

Anonacina, uma neurotoxina encontrada na graviola

O Memorial Sloan-Kettering Cancer Center advertiu que "os alcaloides extraídos da graviola podem causar disfunção neuronal". A anonacina demonstrou em pesquisas de laboratório ser neurotóxica. Em 2010, a agência francesa de segurança alimentar, Agence française de sécurité sanitaire des produits de santé, concluiu que "não é possível confirmar que os casos observados de síndrome de Parkinson atípica ... estão ligados ao consumo de Annona muricata".

### Falsas alegações de uso para tratamento de câncer
Em 2008, a Federal Trade Commission nos Estados Unidos afirmou que o uso de graviola para tratar o câncer era " falso ", e não havia "nenhuma evidência científica confiável" de que o extrato de graviola vendido pela Bioque Technologies "pode prevenir, curar ou tratar qualquer tipo de câncer". Também em 2008, um processo judicial no Reino Unido relacionado à venda de Triamazon, um produto de graviola, resultou na condenação criminal de um homem sob os termos da Lei do Câncer do Reino Unido por se oferecer para tratar pessoas com câncer. Um porta-voz do conselho que instigou a ação declarou: "é tão importante agora como sempre foi que as pessoas sejam protegidas daqueles que vendem produtos não comprovados com alegações espúrias quanto aos seus efeitos".
O Memorial Sloan-Kettering Cancer Center e o Cancer Research UK afirmam que o tratamento do câncer usando graviola não é apoiado por evidências clínicas confiáveis.  De acordo com a Cancer Research UK, "muitos sites na internet anunciam e promovem cápsulas de graviola como uma cura para o câncer, mas nenhum deles é apoiado por organizações científicas de câncer respeitáveis" e "não há evidências para mostrar que a graviola funciona como uma cura para câncer".